# Třída Bridgewater
Třída Bridgewater byla lodní třída britských šalup z období druhé světové války. Byly to první britské eskortní lodě postavené od konce první světové války. Celkem byly postaveny dvě jednotky této třídy. Za války nebyla žádná ztracena.

## Stavba
Tato třída byla vyvinuta jako náhrada za prvoválečné šalupy třídy Flower. Jejich hlavním posláním byla služba v zámoří, sekundárně měly sloužit jako minolovky.
Jednotky třídy Bridgewater:
| Jméno                 | Založení kýlu | Spuštěna | Vstup do služby | Status    |
| --------------------- | ------------- | -------- | --------------- | --------- |
| HMS Bridgewater (U01) | 1928          | 1928     | březen 1929     | Vyřazena. |
| HMS Sandwich (U12)    | 1928          | 1928     | březen 1929     | Vyřazena. |

## Konstrukce

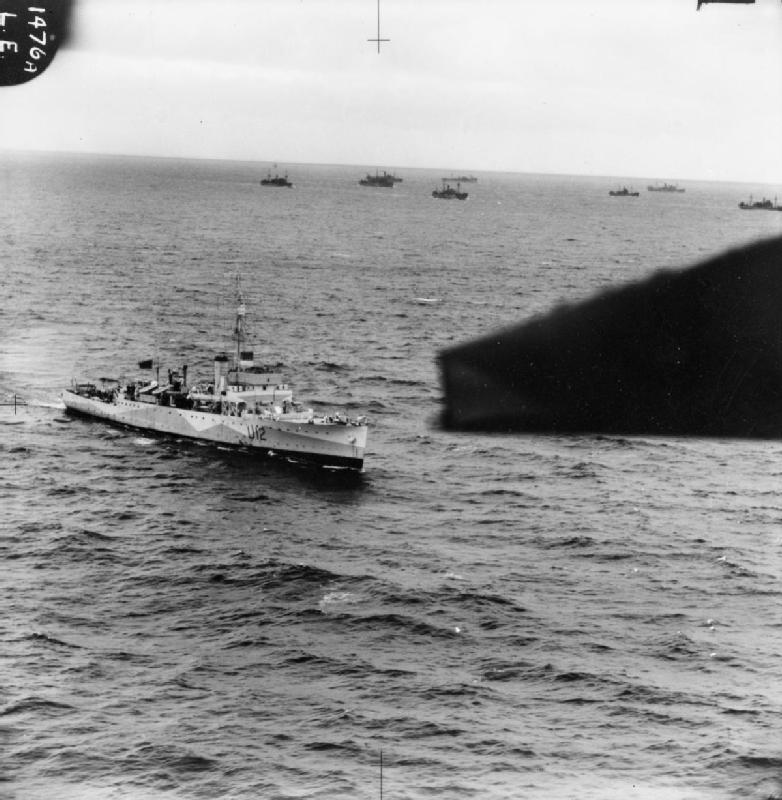
HMS Sandwich (U12)

Základní výzbroj tvořily dva 102mm kanóny (jeden na přídi a druhý na zádi), dva 47mm kanóny a 15 hlubinných pum, svrhávaných ze skluzavky na zádi. Nesla také minolovné vybavení. Pohonný systém měl výkon 2000 hp. Tvořily jej dva tříbubnové kotle Admiralty a dvě parní turbíny Parsons, pohánějící dva lodní šrouby. Nejvyšší rychlost dosahovala 16,5 uzlu. Dosah byl 4750 námořních mil při rychlosti 15 uzlů.

### Modernizace
Během služby byla plavidla dále upravována. Ve 30. letech byl přidán čtyřhlavňový 12,7mm kulomet Vickers. Roku 1939 byly odstraněny 47mm kanóny, protiponorkovou výzbroj posílily dva vrhače, přičemž počet hlubinných náloží se zvýšil na 40. Někdy v letech 1940–1941 byl přidán druhý 12,7mm čtyřkulomet. Roku 1943 byl odstraněn zadní 102mm kanón a všechny kulomety, které nahradily dva 20mm kanóny Oerlikon (další rok byly přidány ještě dvě hlavně). Na záď byly přidány další dva vrhače a jedna skluzavka hlubinných pum (celkem tedy 4 + 2), jejich zásoba se zvýšila na 80 kusů.

## Služba
Obě plavidla byla nasazena ve druhé světové válce. Po válce byla vyřazena.